# 작별 (2001년 영화)
"작별"(Farewell)은 한국에서 제작된 황윤 감독의 2001년 다큐멘터리 영화이다. 김혜진 등이 주연으로 출연하였고 황윤 등이 제작에 참여하였다.

## 출연

### 주연
- 김혜진
- 김영준
- 엄기용
- 한효동

### 조연
- 조재현